# قائمة سفراء الولايات المتحدة لدى الهند
قائمة سفراء الولايات المتحدة لدى الهندحيث أن سفير الولايات المتحدة لدى الهند هو الممثل الدبلوماسي الرئيسي الوحيد للولايات المتحدة في الهند. يقع مكتب السفير الامريكى في السفارة الأمريكية في نيودلهى.

## رؤساء البعثات إلى الهند
سفراء الولايات المتحدة لدى الهند من (1947-1950)
الرئيس جورج واشنطن، في 19 نوفمبر 1792، رشح بنيامين جوي من نيوبري بورت كأول قنصل أمريكي إلى كلكتا ثم ثبتَ بعد ذلك في المكتب في 21 نوفمبر 1792.

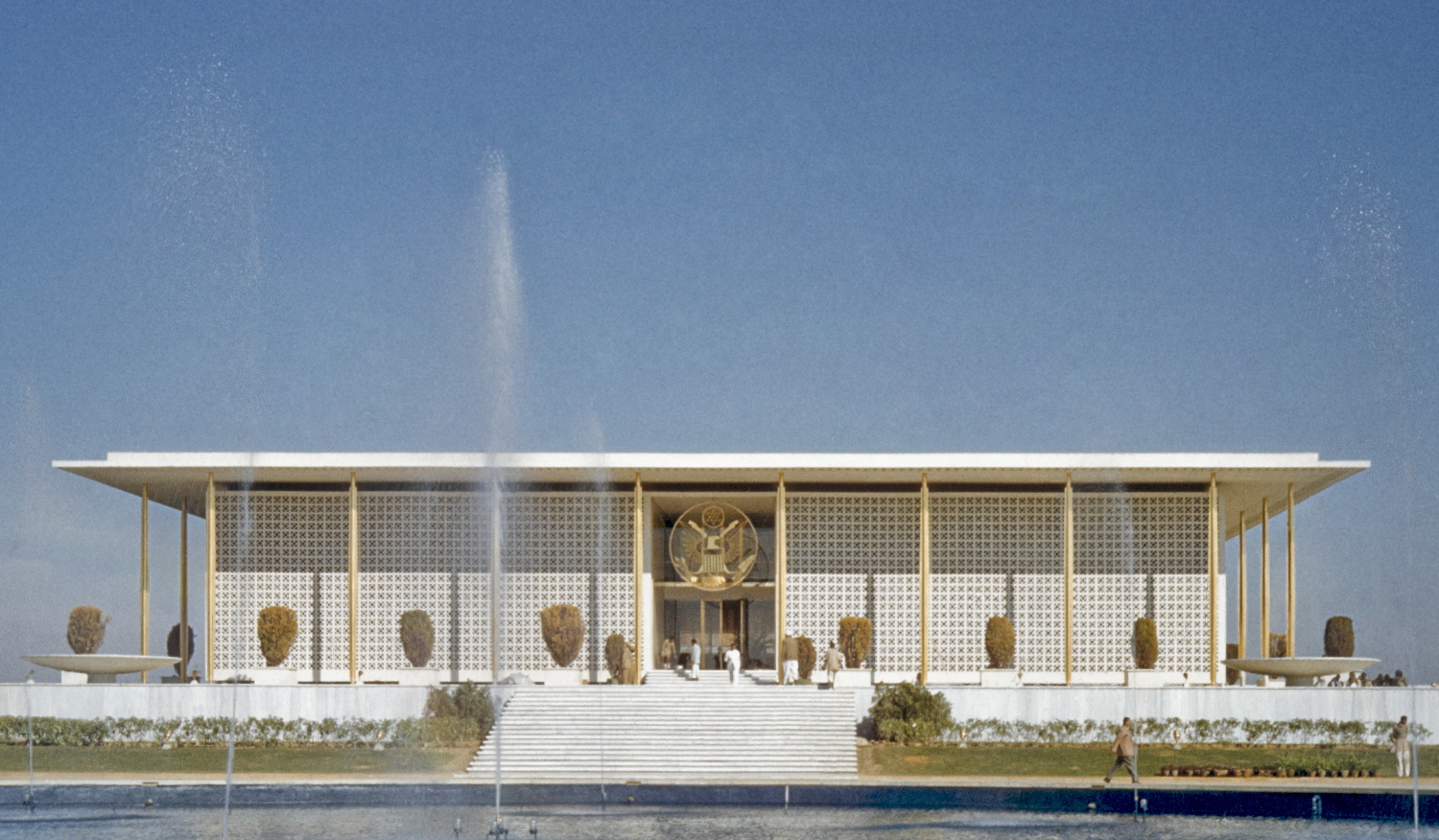
U.S. Embassy in New Delhi

| الاسم                    | الولاية   | الحالة                                         | العنوان                   | التعيين       | تقديم أوراق الاعتماد | نهاية الفترة                                                                    | الملاحظات                                                                                         |
| ------------------------ | --------- | ---------------------------------------------- | ------------------------- | ------------- | -------------------- | ------------------------------------------------------------------------------- | ------------------------------------------------------------------------------------------------- |
| هنري غريدي               | كالفورنيا | Non-career appointee السفير والمفوض فوق العادة | 10 أبريل 1947             | 1 يوليو 1947  | 22 يونيو 1948        | معتمدة أيضا ل نيبال; مقيم في نيودلهي.                                           |                                                                                                   |
| لوي هندرسون [الإنجليزية] | كولورادو  | موظف الخدمة الخارجية                           | السفير والمفوض فوق العادة | 14 يوليو 1948 | 19 نوفمبر 1948       | اُعيد اعتماد عندما أصبحت الهند جمهورية؛ أوراق اعتماد الجديدة كانت 24 فبراير 1950 | كلق أثناء عطلة مجلس الشيوخ؛ توقف بعد تأكيد في 2 مارس 1949. معتمد أيضا لدى نيبال. مقيم في نيودلهي. |